# Giesensdorf
Giesensdorf là một đô thị thuộc huyện Lauenburg, trong bang Schleswig-Holstein, nước Đức. Đô thị Giesensdorf có diện tích 2,73 km², dân số thời điểm 31 tháng 12 năm 2006 là 92 người.